# Сельцы (Гомельская область)
Сельцы (бел. Сельцы) — деревня в Горочичском сельсовете Калинковичского района Гомельской области Белоруссии.

## География
В 27 км на север от Калинкович, 12 км от железнодорожной станции Холодники (на линии Жлобин — Калинковичи), 142 км от Гомеля.
На юге канал Ненач и другие мелиоративные каналы.

## История
По письменным источникам известна с XIX века как деревня в Домановичской волости Речицкого уезда Минской губернии. В 1850 году собственность казны. В 1879 году обозначена в числе селений Домановичского церковного прихода. В 1931 году организован колхоз «Новые Сельцы», работали ветряная мельница, начальная школа (в 1935 году 77 учеников). Во время Великой Отечественной войны в боях около деревни погибли 59 советских солдат (похоронены в братской могиле на кладбище). 29 жителей не вернулись с фронтов. Согласно переписи 1959 года в составе совхоза «Калинковичский» (центр — деревня Горочичи).

## Население
- 1834 год — 6 дворов.
- 1850 год — 17 дворов 85 жителей.
- 1908 год — 47 дворов, 273 жителя.
- 1959 год — 384 жителя (согласно переписи).
- 2004 год — 36 хозяйств, 50 жителей.

## Транспортная сеть
Рядом автодорога Калинковичи — Бобруйск. Планировка состоит из 2 улиц, ориентированных с юго-запада на северо-восток и соединённых переулком. Застройка деревянная, двусторонняя усадебного типа.